# إيفان دارفاس
إيفان دارفاس (بالمجرية: Darvas Iván) هو مخرج وسياسي وممثل مجري، ولد في 14 يونيو 1925 في Behynce ‏ في سلوفاكيا، وتوفي في 3 يونيو 2007 في بودابست في المجر. من الجوائز التي نالها جائزة كوشوت ‏ سنة 1978 سنة 1998.

## أعمال

### أفلام
- (1999) مريم - والدة يسوع

## جوائز
- جائزة كوشوت [الإنجليزية]‏ (1978)
- جائزة كوشوت [الإنجليزية]‏ (1998)

## وصلات خارجية
- إيفان دارفاس على موقع IMDb (الإنجليزية)
- إيفان دارفاس على موقع ألو سيني (الفرنسية)
- إيفان دارفاس على موقع ميوزك برينز (الإنجليزية)
- إيفان دارفاس على موقع أول موفي (الإنجليزية)
- إيفان دارفاس على موقع قاعدة بيانات الأفلام السويدية (السويدية)
- إيفان دارفاس على موقع قاعدة بيانات الفيلم (الإنجليزية)
- إيفان دارفاس على موقع كينوبويسك (الروسية)